# Штубен
Штубен ( Stuben) — гірськолижний курорт в Австрії у федеральній землі Форарльберг.

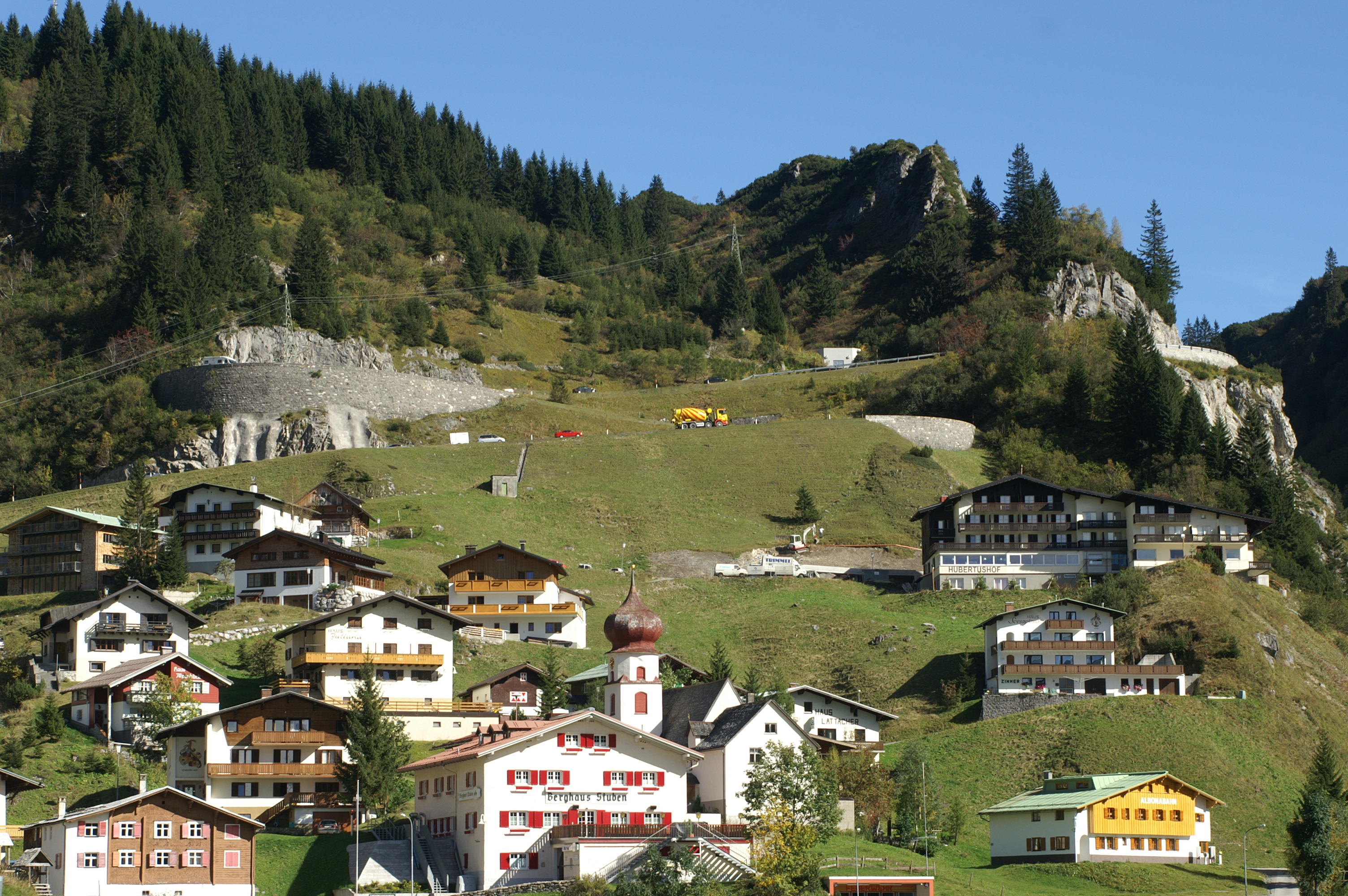
Штубен влітку

Він є одним з найвищих гірськолижних курортів в Австрії та Східних Альпах. Штубен також вважається одним з найбільш сніжних районів в Форарльберзі. Тут розташувалося всього трохи більше 30 будинків, які туляться на схилах гір. Штубен — батьківщина знаменитого піонера гірськолижного спорту і засновника першої лижної школи в Арльберзі (1921 г.) Ханнеса Шнайдера.

## Назва
Назва села Штубен перекладається із німецької мови як «кімната», «тепле приміщення».

## Географія
Знаходиться у районі хребта Арльберг — великого туристичного, переважно гірськолижного, регіону на заході Австрії. Лежить в середній частині долини Рауцбах на висоті 1407 метрів над рівнем моря, при цьому практично на рівному віддаленні від основних гірськолижних центрів Арльберга, він вважається воротами області та є її номінальною столицею. З південного боку його оточують лісисті схили гір Альбонаграт (Альбон, 2391 м) і Маройкепфе (2522 м) з цілою низкою гірських озер, з півночі — не менше величні піки Грубеншпітце (2659 м) і Шварцер-Турм (2297 м).

## Траси та інфраструктура
Офіційно тут всього 23 км трас з перепадами висот від 1450 до 2850 метрів, приблизно в рівних кількостях «синіх» і «червоних». Основною зоною катання є гора Альбонаграт, тому всі траси мають північну експозицію і прекрасний сніговий покрив. Більшість трас широкі і досить пологі, навіть в сезон тут немає штовханини на схилах. Плюс величезна кількість схилів всіх рівнів, що знаходяться в зонах катання Цюрса, Санкт-Крістофа, Леха і так далі, — до всіх них можна легко дістатися на будь-якому виді транспорту і на лижах — прямо по схилах.
Тут є також величезна кількість зон позатрасового катання, що спускаються з Альбонаграта до Штубена і з Маройкепфе до селища Ланген (нім. Langen am Arlberg), який лежить біля самого виходу з Арльберзького тунелю. Тут рекомендується кататися тільки в супроводі гіда з місцевого центру Arlberg Alpin, оскільки більшість схилів не патрулюються і дикі в реальному сенсі цього слова.
Схили обслуговуються 8 підйомниками (2 з них не дуже сучасні, але відмінно доглянуті), причому канатна дорога «Alpe Rauz» пов'язує селище зі схилами Санкт-Крістофа (9 км), звідки по чудовій «червоно-синій» трасі з вершини Шіндлершпітце (нім. Schindler Spitze, 2648 м) можна скотитися по живописній долині на захід — назад в Штубен. А на безкоштовному (при наявності скі-пасу) автобусі можна буквально за 20 хвилин дістатися до Цюрса (7 км), звідки по круговій трасі Біле Коло (англ. White Ring circuit) відвідати практично всі найвищі точки регіону катання Арльберг.
Лижний сезон триває з кінця листопада до початку травня.